# وزمک
وزمک یک روستا در ایران است که در استان زنجان واقع شده‌است. وزمک ۲۰۱ نفر جمعیت دارد.